# Syngrapha conscripta
Syngrapha conscripta är en fjärilsart som beskrevs av Jacob Hübner 1790. Syngrapha conscripta ingår i släktet Syngrapha och familjen nattflyn. Inga underarter finns listade i Catalogue of Life.